# 4 janvier dans les chemins de fer
4 décembre 4 février
Chronologies thématiques
- Croisades
- Sports
- Disney

Cette page concerne les événements qui se sont déroulés un 4 janvier dans les chemins de fer.

## Événements

### XXesiècle
- 1902 : Congo : création  de la compagnie des Chemins de fer du Congo supérieur aux grands lacs africains (CFL).
- 1948 : États-Unis, les compagnies Chicago, Rock Island and Pacific Railroad et Southern Pacific Railroad lancent une nouvelle voiture plus légère pour le train de passagers Golden State faisant la liaison Chicago - Los Angeles.
- 1977, Viêt Nam : arrivée à Hanoï, en provenance de Saïgon (Hô Chi Minh Ville), du train inaugural de la ligne Nord-Sud (1410 km) entièrement reconstruite.
- 1987, États-Unis : collision entre deux trains, respectivement d'Amtrak et de Conrail dans le Maryland.

### XXIesiècle
- 2000 : Norvège, collision sur la ligne de Rørosbanen, près de la station d'Åsta, d'un train à unités multiples NSB BM92 et d'un train de passager tiré par une NSB Di 3, l'accident tua 19 personnes.
- 2005, France : la société canadienne Bombardier remporte un contrat de 350 millions d'euros pour fournir 100 trains régionaux à la SNCF.

## Décès
- 1877 : Cornelius Vanderbilt, financier américain qui fonda la New York Central and Hudson River Railroad après fusion de plusieurs compagnies new-yorkaises.